# Rowland Bingham
Rowland Victor Bingham (* 19. Dezember 1872 in East Grinstead, Sussex; † Dezember 1942 in Toronto) war ein britisch-kanadischer Geistlicher, Missionar und Schriftsteller. Er war Mitbegründer und langjähriger Direktor der Sudan Interior Mission (SIM).

## Leben
Bingham emigrierte mit 16 Jahren nach Kanada und segelte 1893 erstmals nach Afrika. Innerhalb eines Jahres starben seine beiden Kollegen Walter Gowans und Thomas Kent an Malaria, und er selbst kehrte mit gesundheitlichen Beeinträchtigungen nach Kanada zurück. 1898 wurde die Sudan Interior Mission als „Africa Interior Mission“ neu gegründet, und Bingham wurde deren Direktor. Nach einem zweiten erfolglosen Versuch im Jahre 1900 gelang es 1902 in einem dritten Versuch, die erste Station der Mission in Pategi in Nigeria zu errichten. 1906 kehrte die Mission zur Bezeichnung Sudan Interior Mission zurück.
Als Bingham starb, stellte die Sudan Interior Mission die wohl größte protestantische Präsenz in Afrika dar, zu der 400 Missionare und Hunderte von Kirchen gehörten.
Daneben leitete Bingham von 1904 bis zu seinem Tod den Evangelical Christian, Kanadas einzige überkonfessionelle evangelikale Zeitschrift. Zur Verbreitung seiner Ideen gründete er außerdem den Verlag Evangelical Publishers (1912) und das Canadian Keswick Conference Center (1924). Im Jahr 1932 wurde er am Wheaton College zum Ehrendoktor ernannt.
Die von Bingham betreuten Zeitungen gehören zusammen mit einer Reihe anderer evangelikaler christlicher Zeitschriften zum SIM-Archiv in Charlotte, North Carolina.
1954 ging aus der von ihm gegründeten Organisation die Evangelical Church of West Africa hervor, die seither stark gewachsen ist. Sie hatte 2108 etwa 3 Millionen Mitglieder und weitere 7 Millionen Besucher in ungefähr 6000 Kirchgemeinden.

## Schriften (Auswahl)
- Matthew the Publican and his Gospel. Demonstrating the Rightful Place of This Gospel According to Matthew as the Initial Book of the New Covenant of Jesus Christ and a True Gospel of the Grace of God. Marshall, Morgan & Scott, London/Edinburgh 1937 (englisch; archiviert auf archive.org).
- Seven Sevens of Years and a Jubilee: The story of the Sudan Interior Mission. Evangelical Publishers, Toronto 1943 (Autobiographie).
- The Bible and the Body: Healing in the Scriptures. 4. Auflage. London 1952.